# Clarinette basse
La clarinette basse est une clarinette sonnant exactement à l'octave inférieure de la clarinette en si{\displaystyle \flat } dont l’origine remonte à la deuxième moitié du XVIIIe siècle; la tonalité d'une clarinette basse moderne est principalement en si, plus rarement en la et en ut. 
L'essor et la pratique de la clarinette basse ont explosé comme instrument soliste depuis les années 1960 grâce à des musiciens comme Michel Portal, Louis Sclavis, le concertiste Josef Horák, le jazzman Eric Dolphy, Harry Sparnaay...

## Histoire

### XVIIIe/XIXesiècle
| |
| Clarinette basse en Ut en forme de serpent de Nicola Papalini (Italie), en bois d'olivier, ca 1810. |

|                                                                                             |
| Clarinette basse (glicibarifono) en Ut en forme de basson de Paolo Maino (Italie), ca 1840. |

|                                                            |
| Clarinette basse (en Ut ?), origine italienne, avant 1889. |

Les premiers instruments assimilables à la clarinette basse sont apparus à la fin du XVIIIe siècle dans des formes très différentes (« basse-tube » de Gilles Lot (1772), clarinettes basses en forme de basson construites par Heinrich Grenser (1793), clarinette basse conique à 12 clés (1807) de Louis Nicolas Victor Humont-Desfontenelles de Lisieux, clarinette basse en Ut en forme de serpent de Nicola Papalini de Chiaravalle en Italie (vers 1810-1820), clarinette basse en Ut (1828) de M. Streitwolf de Goettingue disposant de 17 à 19 clés...). 
Une clarinette basse en si♭ à treize clés, appelée basse guerrière, a été inventée par J. Dumas de Sommières, ancien chef de l'orfévrerie de l'empereur, en 1805. Il est discuté en 1811 à l'Académie des Beaux-arts de son usage dans les orchestres militaires en France pour des raisons esthétiques  et l'instrument est agréé par le Conservatoire. Cet instrument s'avérant peu juste et difficile à jouer ne rencontre pas de succès, notamment à cause des clés semblables en nombre à la clarinette d'Iwan Muller (soit treize clés); les clarinettistes de la Garde impériale habitués à la clarinette à six clefs refusant de jouer d'un instrument avec des clés supplémentaires. Ruiné par les événements de 1815, il meurt en 1832 et confie son invention au clarinettiste de l'Opéra François Dacosta et ancienne clarinette solo de la Garde impériale.
Durant l'année 1833, François Dacosta collabore avec le facteur de clarinettes Louis Auguste Buffet au développement et à l'amélioration de la clarinette basse que lui avait légué Dumas. François-Joseph Fétis relate, dans la Revue et gazette musicale de Paris, un récital joué par Dacosta le 12 mai 1833 avec ce modèle de clarinette basse « fort remarquable par la beauté de ses sons et par l'emploi qu'elle est destinée à remplir dans l'orchestre » lors de la séance de l'Athénée des Arts à la salle Saint-Jean de l'Hôtel de Ville de Paris dont les œuvres produites ne sont plus connues.

« (...) le doigté de la clarinette basse ne diffère de celui de la clarinette ordinaire que pour trois ou quatre notes. M. Dacosta, qui se propose de faire fabriquer un certain nombre d'instruments de cette espèce, publiera une gamme qui indiquera ces légères différences aux clarinettistes qui voudront en jouer. Deux ou trois heures de travail suffiront pour en acquérir l'habitude. »

— François-Joseph Fétis, Revue musicale.

« (Voici à ce sujet l’opinion de Fétis; elle prouve que l’on a pu faire en France un instrument convenable avant l’arrivée d’A. Sax et que les facteurs parisiens ne se sont pas inspirés de ses travaux : « A l’aspect de ce grand instrument énorme, la plupart des auditeurs crurent qu’ils allaient entendre des sons durs et rauques…, au lieu de cela, ils entendirent de beaux accents, pleins, sonores et doux à la fois, que M. Dacosta tirait avec facilité et qu’il articulait avec autant de rapidité qu’il aurait pu le faire sur la clarinette-soprano » (Revue et Gazette musicale de Bruxelles, 1834, p 348). »

— Constant Pierre, Les facteurs d’instruments de musique, les luthiers et la facture instrumentale - Précis historique (1893)
Catterino Catterini (1800-1853), de Monselice, proche de Padoue, est un musicien et inventeur d'une clarinette basse en Ut à plateaux, appelée glicibarifano, en forme de basson (ca 1833). Il joua cet instrument à la première de l'opéra Emma di Antiochia (1834) de Saverio Mercadante, premier emploi de la clarinette basse à l'opéra. Ce modèle d'instrument ne franchit pas les frontières de l'Italie.
La clarinette basse dérivée du modèle de Dumas est utilisée par Dacosta en 1836 dans un solo du 5e acte de l'opéra Les Huguenots de Giacomo Meyerbeer. Cette clarinette est appelée «clarinette octave-basse» par Buffet jeune et est disponible en ut et en si disposant de treize clefs, « avec augmentation d'une tierce dans le bas (...) suivant le système d'Iwan Müller », puis à quinze puis dix-sept clefs.
Mais c’est Adolphe Sax qui a construit les bases de l’instrument moderne dans les années 1830 et a déposé un brevet en Belgique en 1838. Il lui donne sa forme rectiligne, augmente sa tessiture et y ajoute un pavillon recourbé en partie basse. Son expertise en acoustique l'a conduit à inclure des caractéristiques telles que de grands trous d'harmonie placés avec précision et un deuxième trou de registre. L'instrument dispose de 21 clés et d'une perce plus importante. En dépit des résistances rencontrées lors de l'installation d'Adolphe Sax à Paris lors des années 1840 (procès à répétition avec ses concurrents parisiens notamment), plusieurs compositeurs tels que Meyerbeer, Berlioz et Rossini ont été impressionnés par les améliorations apportées par cette clarinette basse et ont composé des parties orchestrales pour clarinette basse. Adolphe Sax invente un réflecteur de son, « à l'aide duquel aucune note des instruments à vent n'était perdue pour l'auditoire », adapté à sa clarinette basse.

« Berlioz indique que la nouvelle clarinette basse (de Sax) qui «ne conserve de l'ancienne que le nom»: les vingt-deux trous, dont les emplacements sont calculés acoustiquement, sont tous recouverts de clefs. Son étendue de trois octaves et d'une sixte se distingue par «une parfaite justesse et un tempérament identique dans tous les nuances de l'échelle chromatique». Sa perce plus large produit «un plus grand volume de son sans que l'exécution des octaves et des quintes en soit paralysée ni même contrariée.» »

— Hector Berlioz.
L'instrument a continué à connaitre diverses variations de forme et de matériau dans l'euphorie des inventions du XIXe siècle mais finalement les facteurs d'instruments à vent ont travaillé à améliorer le modèle créé par Adolphe Sax. Il est fabriqué en bois ou en métal,. Il subsiste au moins 8 exemplaires de clarinette basse fabriqués par Adolphe Sax dans les collections mais on peut trouver également des faux comme celui du musée de l'université de Leipzig datant de la fin du XIXe siècle avec un faux logotype.
Pierre Sainte-Marie est un clarinettiste basse parisien de la fin du XIXe siècle qui publie en 1898 la première méthode pédagogique pour la clarinette basse, intitulée Méthode pour la Clarinette-basse, à l’Usage des Artistes Clarinettistes, avec l’indication des doigtés pratiqués.

### XXe/XXIesiècle
Au XXe siècle, les inventions les plus remarquables proviennent du facteur Georges Leblanc Paris (demi-trou pour le registre aigu/suraigu, fixation du bocal, bocal réglable, clé de registre automatique...). 
Il existe également des clarinettes basses en métal (Pedler fut le premier à en fabriquer aux États-Unis, Bettoney, Kohlert, Moenning et Leblanc).
Le modèle compact (de 45 cm environ en hauteur) de clarinette basse en métal en forme de trombone de la maison Leblanc (dit aussi paperclip,) a été inventé par l'acousticien Charles Houvenaghel autour de 1930. L'ambitus de ce modèle de clarinette basse descendant à l'Ut grave dispose d'un registre étendu à 5 octaves (voire plus) ce qui a permis d'ouvrir de nouvelles possibilités de jeux aux instrumentistes et aux compositeurs en musique contemporaine et en musique improvisée. Sa particularité est de disposer de 4 clés de registre automatiques, dont une dédiée au si . Ce modèle a été fabriqué à peu d'exemplaires (entre 15 et 17 selon les sources) et a servi de base aux modèles paperclip de clarinette contrebasse très prisés aux États-Unis après la seconde guerre mondiale. Avec son pavillon situé au niveau de la tête du musicien et pouvant être approché facilement d'un microphone, Leblanc qualifiait cette clarinette de: « The ideal radio Bass clarinet »
Les clarinettes basses sont généralement fabriqués selon le système Boehm et plus rarement sur le système Oehler pour les pays germaniques ; le système Albert n'existe plus que sur les anciens modèles.
Au XXIe siècle, les facteurs continuent à améliorer l'homogénéité et la qualité d'émission de la clarinette basse et produisent plutôt des modèles haut de gamme sans amélioration notable des modèles d'étude (e.g. modèle au ré grave avec ou sans rallonge de tube amovible à l'ut grave, reprise de l'ergonomie de clétage, bocal très fermé...).

### Clarinette basse hybride
Des projets comme ceux menés par l'IRCAM nommés Smart Instruments,  « lutherie augmentée » et  « clarinette basse hybride » permettent d'associer des traitements électro-acoustiques à la clarinette basse et ouvrent de nouveaux champs d'exploration aux compositeurs. Le dispositif d'hybridation des sons acoustiques et électroniques est ajouté dans le corps de l'instrument: il capte, traite  électroniquement les sons et génère leur rayonnement directement par l'instrument. 
Une autre innovation a également été apportée dans les années 2010 au jeu de la clarinette basse au moyen d'un capteur appelé SABRE (Sensor Augmented Bass clarinet Research) qui est un projet de recherche de l'Institute for Computer Music and Sound Technology de la Haute École d'art de Zurich. Il permet de connecter sans fil via la technologie Bluetooth l'instrument à un ordinateur type PC et d'y jouer des effets spéciaux.

## Description et technique
La technique de la clarinette basse est quasiment similaire à celle de la clarinette en si{\displaystyle \flat }, à cela près que son étendue se situe une octave en dessous. Sa perce est cylindrique, comme pour les autres membres de la famille des clarinettes; la clarinette basse dispose de mode harmonique propre à ce type de perce qui autorise le quintoiement.
Elle possède les mêmes caractéristiques de registre que la clarinette en si{\displaystyle \flat } :
- le chalumeau (grave), timbré, chaud et fluide ;
- le clairon, registre très chantant ;
- le dernier registre (aigu et suraigu), fragile et flûté.

On trouve néanmoins une différence dans le fait que la plupart des clarinettes basses disposent d'une clé de mi{\displaystyle \flat } grave (= ré{\displaystyle \flat } en ut), leur permettant de transposer la note la plus grave de la clarinette basse en la, et que certaines (modèles à l'ut grave) descendent, par prolongement du tube et ajout de clés, jusqu'à l'ut grave (= si{\displaystyle \flat } en ut, identique au si{\displaystyle \flat } du basson) en sollicitant le pouce de la main droite et les auriculaires. Ces clarinettes basses à l'Ut grave disposent du registre de l'extrême-grave. Les systèmes de clés additionnelles pour descendre à l'ut grave diffèrent d'un modèle à l'autre : 2 ou 3 clés au pouce droit (avec ou sans rouleau), renvoi d'une note (ré grave typiquement) à une clé d'auriculaire à gauche et/ou à droite. 
La technique de la clarinette basse est à développer au même titre que celle de la clarinette ordinaire comme un instrument à part entière. À l'orchestre, il est fait appel à des spécialistes de l'instrument tels Jacques Millon (pédagogue qui œuvra à la promotion de l'instrument) ou Vincent Penot, clarinette basse solo de l'orchestre de l'Opéra national de Paris. Certains des grands clarinettistes à la clarinette soprano, tels Nicolas Baldeyrou (soliste de l'Orchestre Philharmonique de Radio-France), jouent également de la clarinette basse. 
La clarinette basse est un instrument dit transpositeur, c’est-à-dire que le son joué n'est pas celui entendu.
Ainsi lorsque l'instrumentiste joue un doigté de , l'auditeur entend 
La clarinette basse transpose donc une 9e majeure en dessous du doigté correspondant.
Pour les registres aigu et suraigu (au-delà du do5 écrit au-dessus de la portée en clé de sol), le musicien dispose d'un demi-trou percé dans le plateau de l'index de la main gauche (trou mi3/si4) que tout bassiste se doit de maîtriser; en conséquence, les doigtés dans les registres aigu et suraigu de la clarinette basse diffèrent de ceux de la clarinette soprano et sont à adapter en fonction des modèles des fabricants.
Suivant les modèles, les clarinettes basses disposent d'un ou de deux trous de registre:
- Certaines clarinettes basses, notamment les modèles d'étude, n'ont généralement qu'un trou de registre, ce qui peut poser des problèmes d'homogénéité dans le registre du clairon. Néanmoins les modèles professionnels avec un seul trou de registre de chez Leblanc sont réputées pour avoir une excellente réponse.
- Certaines clarinettes basses anciennes disposent de deux clés de registre actionnables au pouce gauche, une pour le ré{\displaystyle \sharp } médium du clairon et en dessous, l'autre pour le mi médium du clairon et au-dessus.
- Les clarinettes basses modernes disposent d'une double clé de registre automatique, avec une clé unique au pouce gauche, pour la facilité technique de jeu, d'émission et de justesse de l'instrument.

La clarinette basse moderne se compose de trois parties et d'un bec :
- un bocal, en métal, qui relie le bec au corps, qui remplace le barillet d'une clarinette soprano,
- le corps de l'instrument, généralement en bois (ébène, grenadille, palissandre), plus rarement en composite (ABS, Reso-Tone, Green Line...) ou en métal; il est généralement démontable en deux parties, facilitant le transport de l'instrument, 
  - certains modèles d'étude disposent d'un monocorps non démontable, ce qui nécessite un étui de transport allongé et encombrant,
- un pavillon évasé recourbé vers le haut utile à la projection du son des notes de l'extrême grave.

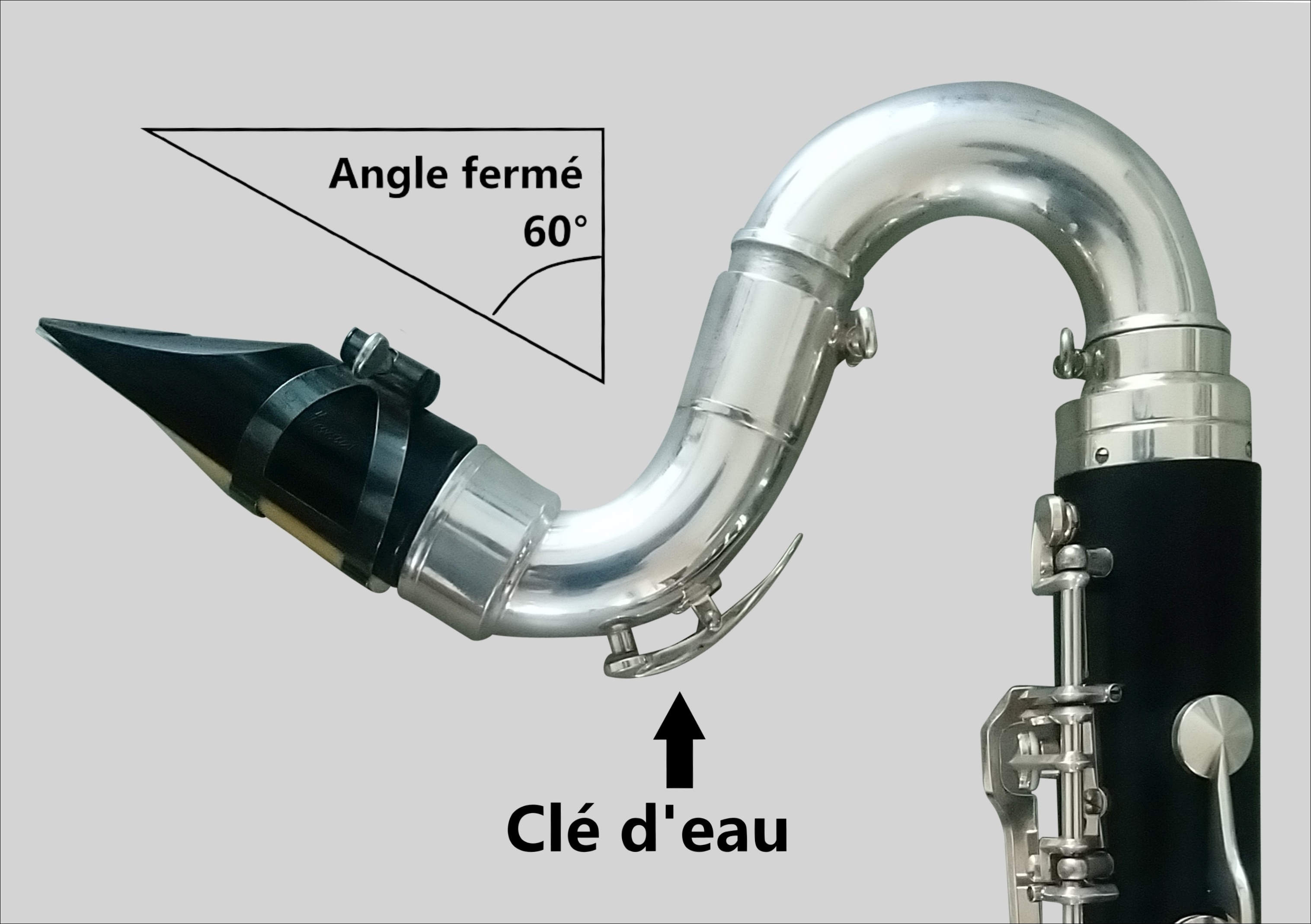
Bocal de clarinette basse Leblanc avec clé d'eau, à angle fermé (60°), sans clé de registre.

La clarinette basse dispose généralement d'un bocal démontable en une seule pièce. Les modèles haut de gamme sont équipés d'un bocal démontable en 2 parties coulissantes, avec ou sans clé d'eau, ce qui permet d'accorder l'instrument. Le bocal peut également être doté d'un trou de registre comme sur le bocal d'un saxophone ténor. Le bocal peut être à angle ouvert (proche du bocal d'un saxophone ténor) ou à angle fermé (proche de la position de la clarinette soprano) au choix de l'instrumentiste. L'ouverture du bocal affecte la posture de l'instrumentiste (effet sur les cervicales, position des bras...). La tendance actuelle est d'utiliser un bocal fermé en position assise.

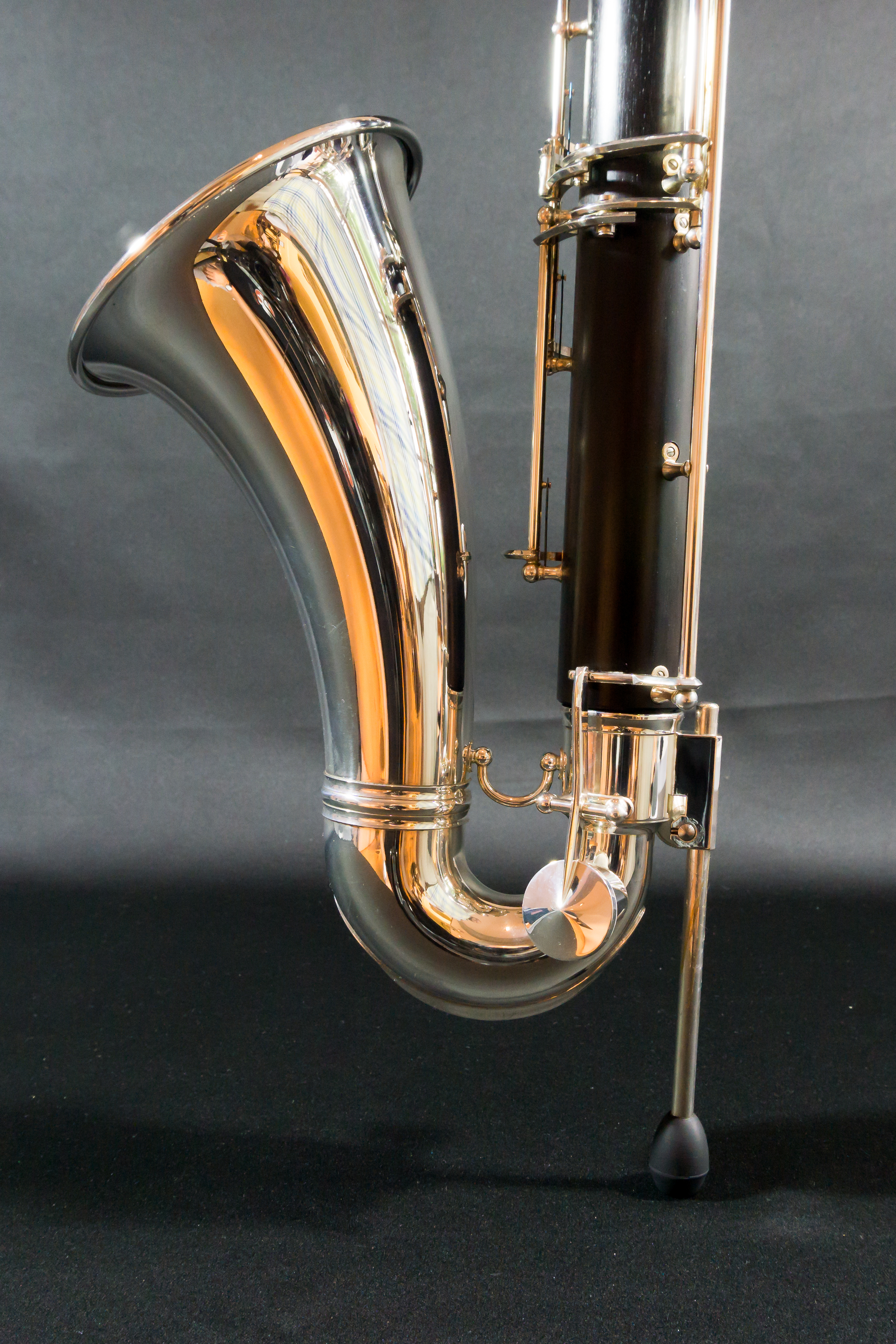
Pavillon doté de sa béquille.

Compte-tenu du poids de l'instrument (de l'ordre de 3 kg pour les modèles au mi{\displaystyle \flat } grave à 3,6 kg pour les modèles à l'ut grave), l'instrument peut être joué assis ou debout soit posé sur une pique ou béquille réglable (l'équivalent de la pique du violoncelle), soit retenu par un cordon simple ou double ou un harnais répartissant le poids sur les épaules.
Les tampons de clarinette basse sont généralement en cuir et peuvent disposer de résonateur métallique pour les grandes tailles afin de maintenir le cuir tendu et d'éclaircir le timbre de l'instrument. 
Selon les œuvres et les compositeurs, les partitions sont écrites en clé de sol (écriture française) ou en clé de fa 4e (écriture allemande).

## Perce
Selon le modèle de clarinette basse, la perce d'une clarinette basse est autour de 23 millimètres (0,905 pouce) à 24 millimètres (0,945 pouce).

## Longueur
La longueur d'une clarinette basse (hors pavillon) va d'environ 1,2 mètre pour une clarinette descendant au mi bémol grave à 1,5 mètre pour une clarinette descendant à l'ut grave.

## La clarinette basse enla
Il a été produit, notamment en Allemagne et en France, des clarinettes basses en la. Ces instruments remplaçaient avantageusement la clarinette basse en si{\displaystyle \flat } pour interpréter des pièces dans des tonalités à dièses. Ainsi, dans une pièce en la majeur, où trois dièses sont à la clé, fa#, do#, sol# (sol#+1/2 ton=la Majeur), plutôt que d'en assigner cinq, fa#, do#, sol#, ré#, la# (la#+1/2 ton=si Majeur joué) à la clarinette basse en si{\displaystyle \flat } (entendu), l'utilisation d'une clarinette basse en la permettait de réduire le nombre d'altérations et de faciliter le jeu du musicien (qui jouait alors en do Majeur). La clarinette basse en la était également la seule à atteindre le ré bémol grave reel, puisqu'elle sonnait un demi-ton en dessous de sa collègue en si{\displaystyle \flat }.
Plusieurs pièces de Maurice Ravel, notamment le concerto pour la main gauche et l'arrangement pour orchestre des Tableaux d'une exposition, comportent des parties pour clarinette basse en la, difficiles à déchiffrer avec les instruments disponibles de nos jours, mais jouables puisque presque toutes les clarinettes basses en si bémol ont une clé de mi bémol grave (ré bémol réel).

## La clarinette basse enut
Il existe de rares modèles de clarinette basse en ut fabriqués essentiellement à la fin du XIXe siècle,.
La tonalité du glicibarifano, clarinette basse en forme de basson (ca 1833) inventée par Catterino Catterini, était en ut.

## Répertoire

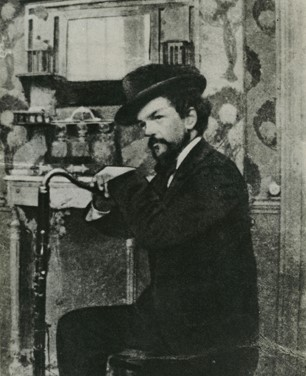
Claude Debussy appuyé sur une clarinette basse chez Pierre Louÿs (1897).

Le clarinettiste suédois Johann Ignaz Stranensky se produit avec une « nouvelle » clarinette basse construite par Heinrich Grenser avec trois œuvres dans le programme du 16 février 1794 à la cour de Stockholm. 
Le premier opéra connu pour intégrer une clarinette basse est Emma d'Antiochia de Saverio Mercadante, dont la première fut jouée à Venise en 1834 sur un glicibarifono en Ut (en forme de basson) par le clarinettiste et facteur Catterino Catterini; le solo au début de l'acte II s'étend sur 3 octaves et une tierce du do grave au mi aigu et nécessite une bonne dextérité de la part du joueur de clarinette basse,. L'impact que ce nouvel instrument a eu sur Mercadante est clairement visible dans une lettre de 1847 écrite à Catterini : 

« Cher Monsieur,
 C'est avec plaisir que j'accède à votre désir de vous écrire pour vous faire part de l'effet avantageux qu'a produit sur moi l'instrument que vous avez inventé, à savoir le Glicibarifono, lorsque j'ai eu l'occasion d'en composer une partie spéciale dans mon opéra Emma di Antiochia à Venise.
 Permettez-moi d'ajouter aux nombreuses remarques favorables que je vous ai déjà faites au sujet de l'instrument en question, que je voudrais voir adopté dans tous les orchestres et groupes, sûr des résultats les plus heureux.
En attendant, je vous prie d'accepter les plus sincères et le plus grand respect de la part de quelqu'un qui se félicite de pouvoir s'appeler
Votre admirateur »

— Saverio Mercadante (de sa propre main)
À M. Catterino Catterini
Professeur de Musique distingué
En 1836, Giacomo Meyerbeer introduit la clarinette basse dans son opéra Les Huguenots et écrit un solo pour cet instrument dans le cinquième acte. 1080 représentations de cet opéra sont données jusqu'en 1914 à travers l'Europe, nécessitant l'emploi d'une clarinette basse. Dans la deuxième moitié du XIXe siècle, la clarinette basse devient membre permanent de l’orchestre symphonique.  
La clarinette basse est capable d’une extrême douceur dans les nuances, et est de ce fait très employée dans la musique orchestrale lorsqu’il s’agit de réaliser des basses discrètes, des contrepoints de second plan ou encore des fonds. C’est pourquoi son timbre passe souvent un peu inaperçu. Il existe néanmoins quelques solos pour la clarinette basse dans les œuvres de Franz Liszt (Tasso), Richard Wagner (Tristan und Isolde, deuxième acte; La Walkyrie, deuxième acte; Tannhäuser, troisième acte, 1845), Giuseppe Verdi (Ernani, troisième acte, 1843), Piotr Ilitch Tchaïkovski (Symphonie Manfred ; La Dame de pique ; Casse-Noisette), Béla Bartók (Concerto pour orchestre, Suite n°2 op.4), Dmitri Chostakovitch (Symphonie no 7, no 8 (finale), no 13 et Concerto pour violon no 1 op.77 (2.Scherzo)).
Les compositeurs de la Seconde école de Vienne ont employé la clarinette basse comme instrument de chambre (notamment Anton Webern; Arnold Schönberg, Pierrot lunaire en 1912; Alban Berg, ouverture du Concerto à la mémoire d'un ange en 1936...) . En 1928, Othmar Schoeck écrit la sonate pour clarinette basse et piano qui est considérée comme la première œuvre majeure sous la forme de sonate pour l'instrument. Parmi les compositeurs qui ont écrit pour la clarinette basse, on peut citer Mauricio Kagel, Elliott Carter, Sofia Goubaïdoulina, Sláva Vorlová, Leonid Karev, Viktor Ekimovski. L'un des virtuoses célèbres de la clarinette basse au XXe siècle est le Tchèque Josef Horák auquel est attribué le premier récital de clarinette basse le 23 mars 1955.

### Musique de chambre
Le répertoire de musique de chambre pour la clarinette basse est resté limité au XIXe siècle et au début du XXe siècle puis commence à s'étoffer à partir des années 1960. Il est recensé la création de plus d'un millier d'œuvres dédiés à l'instrument depuis cette période. 
À titre d'exemples :
- Arnold Schönberg, Pierrot lunaire pour voix (sprechgesang) et ensemble musical (flûte jouant piccolo, clarinette jouant clarinette basse, violon jouant alto, violoncelle et piano) (1912).
- Anton Webern, Le Seuil Musical, cycles de mélodies pour soprano et divers ensembles op. 14 à 18
  - 6 mélodies sur des poèmes de Georg Trakl pour voix, clarinette, clarinette basse, violon et violoncelle op. 14 (1917-1921)
  - 5 mélodies sacrées pour voix, flûte, clarinette (aussi clarinette basse), trompette, harpe et violon (aussi alto) op. 15 (1917-1922)
  - 5 canons sur des textes latins pour voix, clarinette et clarinette basse op. 16 (1923-1924)
  - 3 chants populaires pour voix, violon (aussi alto), clarinette et clarinette basse op. 17 (1924-1925)
- François Rasse, Lied, pour clarinette basse, avec accompagnement de piano (1923), commande pour le Concours du Conservatoire Royal de musique de Bruxelles, éditeurs Evette et Schaeffer.
- Leoš Janáček, Mládí pour sextuor d'instruments à vent (quintette à vent associé à une clarinette basse) (1924). Cette pièce révèle les capacités de virtuosité d'un ensemble à vent et augure des idées et du style musical en devenir du compositeur.
- Adolf Busch, suite op.37a pour clarinette basse solo[41] (1926).
- Othmar Schoeck, Sonate pour clarinette basse et piano, op. 41 (1928).
- York Bowen, Phantasy-Quintet pour clarinette basse et quatuor à cordes en ré mineur[42], opus 93 (1932 - pub. De Wolfe) ; écriture post-romantique.
- Eugène Bozza, Ballade pour clarinette basse et piano (1939), dédiée aux clarinettistes : R.M. Arey, J. E. Elliott, M. Fossenkemper, E. Schmachtenberg et G. E. Waln[43].
- Jules Semler-Collery
  - Cantabile pour clarinette basse et piano, éditions M. Decruck,
  - Légende et Divertissement pour clarinette basse et piano (1953).
- Bohuslav Martinu, Sonatine pour clarinette et piano H.356 (1956), version autorisée donnée à Josef Horák par le compositeur pour la clarinette basse.
- Sláva Vorlová
  - Miniature pour clarinette basse (ou basson) et piano, op. 55 (1962)
  - Serenata desta pour flûte, clarinette basse et piano, op. 58 (1962)
  - Drôleries basclarinettiques (Basklarinetové šprýmy ou Les manigances de la clarinette basse) pour clarinette basse, op. 63 (1964)
  - Il Fauno Danzante pour clarinette basse, op. 66 (1965)
  - Variations sur un thème de Haendel[44] pour clarinette basse et piano, op. 68 (1965) à l'attention  de Josef Horák
- Brian Ferneyhough, Sonatina, pour 3 clarinettes en sib et basson (ou clarinette basse) (1963), éditions Peters.
- Vaclav Rehák (cs), Sonnet pour clarinette basse et piano (1964).
- Luboš Sluka (en), D-S-C-H pour clarinette basse et piano (1977), en mémoire de Dmitri Chostakovitch.
- Sofia Goubaïdoulina, Dots, Lines and Zigzag pour clarinette basse et piano (1976).
- August Verbesselt (nl), Cyclus pour clarinette basse et piano (1982).
- Wilfried Westerlinck (nl), Kijk, een basklarinet in mijn tuin pour clarinette basse solo (1985).
- Harald Genzmer, Sonate pour clarinette basse (1984, révisée 1986), Édition Peters ; cette œuvre est une pièce régulièrement utilisée en audition par les musiciens, conformément au credo du compositeur :

« La musique doit être vitale, artistique et compréhensible.

Qu'elle séduise l'interprète par sa praticabilité et l'auditeur par son intelligibilité. »

— Harald Genzmer
- Frits Celis (en), Da uno a cinque, op. 27 pour clarinette basse et quatuor à cordes (1989).
- Betsy Jolas, Petites musiques de chevet (1989) pour clarinette basse et piano, Gérard Billaudot Éditeur
- Patrice Sciortino, Calamus , concerto pour clarinette basse et ensemble instrumental, dédicacé à Jean-Marc Volta (1990) ; Version pour clarinette basse avec réduction piano, Gérard Billaudot Éditeur.
- Stefan Heucke (de), Sonata pour clarinette basse (ou violoncelle) et piano (1995), édition Schott. Une pièce d'une beauté croissante débordant d'énergie.
- Burkhardt Söll, Lumen pour clarinette basse et piano (1998).
- Victor Ekimovsky (ru), Verse for the End of the Century pour soprano, clarinette basse et percussion (2001).
- Jean-Pierre Pommier, Klaç-Baârh pour clarinette basse et piano (2006), Gérard Billaudot Éditeur.
- Andrea Arnaboldi et Maria Eugenia Maffin, Mémoires d’un passé perdu, arrangement de Jérôme Naulais pour clarinette basse et piano (2021) - pièce facile.

### Pièces pour clarinette basse et orchestre
Il existe également des pièces pour clarinette basse et orchestre :
- Sláva Vorlová, Concerto pour clarinette basse et orchestre à cordes, op. 50 (1961).
- Luciano Berio, Chemins IIc pour clarinette basse et orchestre (1972).
- Kees Vlak, Concerto pour clarinette basse et orchestre d'harmonie (1982).
- Michael Jarrell, Essaims-Cribles, ballet de chambre pour clarinette basse et ensemble instrumental (1986/1988).
- Jan Hadermann (de), Spotlights on the Bass Clarinet pour clarinette basse et orchestre d'harmonie (ou piano) (1992).
- Bruno Mantovani, Mit Ausdruck, concerto pour clarinette basse et orchestre (2003), dédiée à Alain Billard, Édition Henry Lemoine.
- Luboš Sluka (en), Sonata pour clarinette basse et piano, arrangement pour orchestre d'harmonie par Ron Daelemans (2011).
- Todd Goodman, Concerto for Bass Clarinet et orchestre: I. Promenade Comique; II. Berceuse et Rêve (2011)[46].
- Ferrer Ferran, The castle of Dr. Bassclar, Concerto pour clarinette basse et orchestre d'harmonie (2015), d'après le roman L'Étrange Cas du docteur Jekyll et de M. Hyde de Robert Louis Stevenson[47].
- Arturo Marquez, Danzas Mestizas pour clarinette basse et orchestre de cordes (2018), International Music Diffusion.

### Traits principaux d'orchestre
En plus des pièces de musique de chambre ou pour instrument solo, il existe des traits de clarinette basse qui est exploitée sans complexe à l'orchestre par les compositeurs, notamment:
- Franz Liszt, Dante-Symphonie (1857), premier mouvement Inferno.
- Giuseppe Verdi, Aida (1871), acte 4, scène 2.
- Richard Strauss, Don Quichotte op.35 (1897).
- Maurice Ravel, 
  - Rapsodie espagnole (1907),
  - Daphnis et Chloé (1909-1912).
- Igor Stravinsky, Le Sacre du printemps (1913), I. L'adoration de la terre.
- George Gershwin, Rhapsody in Blue (1924): le trait de clarinette basse arrive après le début du solo de piano, partie 5.
- Sergueï Prokofiev, Roméo et Juliette (1935).
- Olivier Messiaen, Chronochromie (1960).
- Pierre Boulez, Domaines pour clarinette et six groupes instrumentaux (1968).
- Henri Dutilleux, Concerto pour violon (ou l'arbre des songes) (1985).
- Krzysztof Penderecki, Adagio (1989), symphonie n° 4 pour grand orchestre.

Certaines partitions d'orchestre sont écrites en clé de fa pour clarinette basse en la ; pour éviter de transcrire à vue pour le musicien jouant de la clarinette basse en si bémol, il existe différents recueils de répertoire d'orchestre  disposant d'une transcription disponible écrite.

### Musique contemporaine

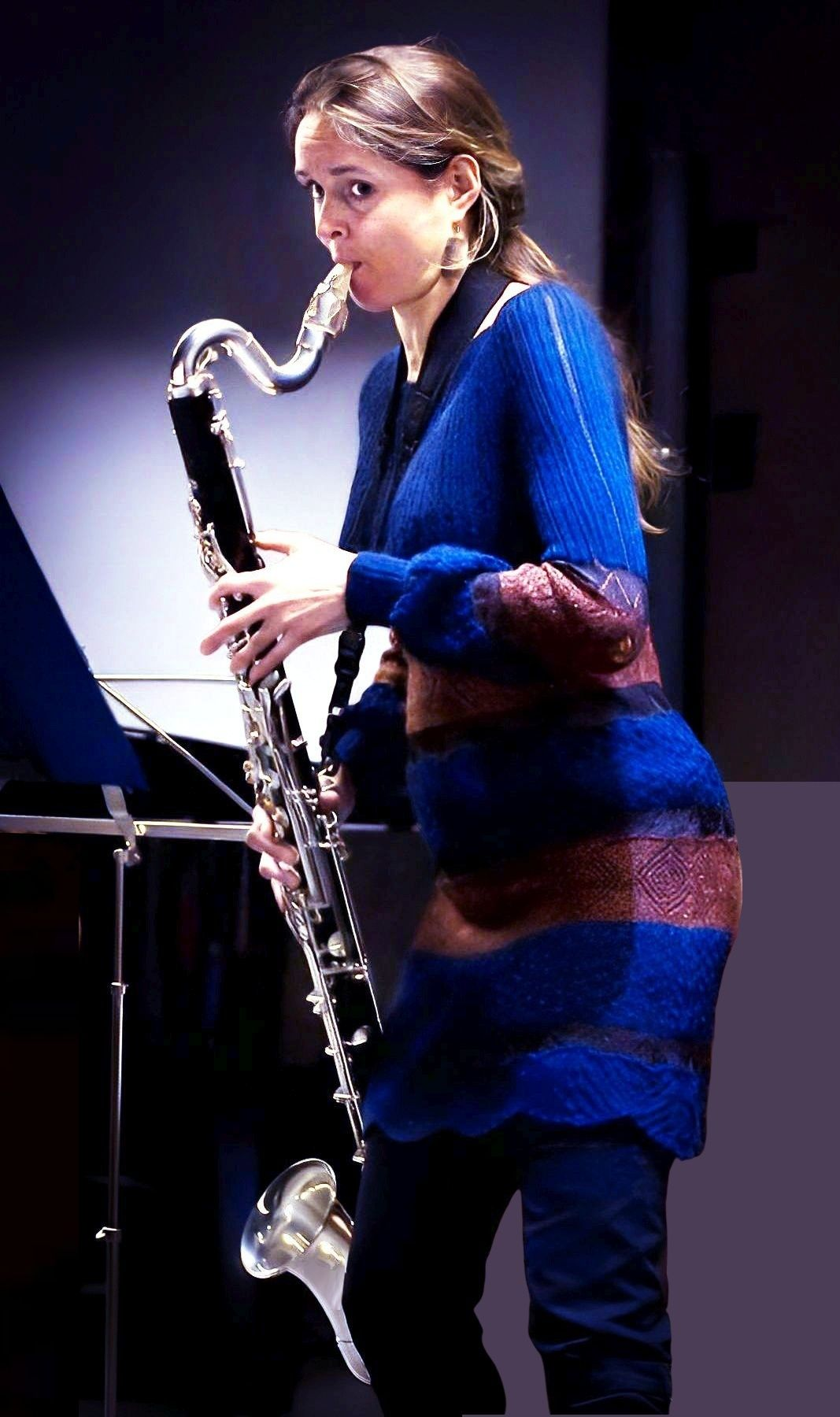
Tara Bouman (Pays-Bas).

À partir des années 1960, les compositeurs de musique contemporaine sortent la clarinette basse de l'orchestre et lui consacrent de plus en plus d'œuvres en soliste.
Le clarinettiste et compositeur Henri Bok appartient au rang des ambassadeurs de la clarinette basse qui y ont consacré leur carrière, aussi bien en créant de nouvelles œuvres dans diverses formations modernes de musique de chambre qu'en improvisation ou via des activités pédagogiques pour la promotion de nouvelles techniques de jeu. 
La pièce Invariant du compositeur tchèque Václav Kučera pour clarinette basse, piano et enregistreur stéréo à bande est enregistrée par l'ensemble Due Boemi di Praga (Josef Horák, Emma Kovárnová) en 1973 et apparait être la première œuvre pour clarinette basse et dispositif électronique. Ce type de formation avec dispositif électronique demeure très utilisé par les compositeurs et les instrumentistes. 
L'absence de répertoire libère les compositeurs qui expérimentent avec les musiciens de nouveaux modes de jeu (polyphoniques, micro-intervalle, slap, doigtés alternatifs...) et repoussent les limites de l'instrument (nouvelle couleur sonore...). Les facteurs de clarinette dès lors s'intéressent à améliorer la clarinette basse (homogénéité...) et sortent de nouveaux modèles. 
On citera, entre autres :
- Jos Kunst (nl), Solo Identity 1 pour clarinette basse solo (1972), éditions Donemus.
- Vinko Globokar, Voix Instrumentalisée pour clarinette basse (1973), 10 min, éditions Peters.
- Lucien Goethals (en), Difonium pour clarinette basse et enregistrement (1974).
- Theo Loevendie
  - Incantations pour clarinette basse et orchestre de chambre (1974).
  - Duo for solo bass clarinet pour clarinette basse solo (1987).
- Karlheinz Stockhausen: 
  - In Freundschaft pour clarinette basse solo (1977), dédicacé à la clarinettiste Suzanne Stephens (en),
  - Libra pour clarinette basse et électronique (1975—1977) : une composition séparable de Sirius,
  - Harmonien pour clarinette basse solo (2004-2007).
- Brian Ferneyhough, Time and Motion Study 1 pour clarinette basse solo (1977).
- Luis de Pablo, Oculto pour clarinette basse solo (1977) : pièce difficile mais belle, dédicacée à Harry Sparnaay.
- Michael Nyman, Four Ostinatos pour clarinette basse solo (1979/2013), Chester Music.
- Morton Feldman, Bass Clarinet and Percussion (1981), dédicacé à Harry Sparnaay.
- Claudio Ambrosini, Capriccio, detto l'Ermafrodita pour clarinette basse solo (1983).
- Isang Yun, Monolog pour clarinette basse solo (1983).
- Guus Janssen, Sprezzatura pour clarinette basse solo (1984) ; cette pièce explore les possibilités polyphoniques de l'instrument.
- Michael Gordon, The Low Quartet pour clarinette basse, saxophone baryton , trombone et contrebasse (1985). Versions alternatives : pour 4 clarinettes basses ou pour n'importe quels autres instruments graves.
- Franco Donatoni, Soft pour clarinette basse solo (1989).
- Andrew Ford (en), Ringing The Changes pour flûte, clarinette basse et piano (1990).
- David Lang, Press release (1991) pour clarinette basse solo; utilisation intensive de la technique de slap pour créer des effets percussifs, dédicacé à Evan Ziporyn[50].
- Heinz Joachim Zander, Capriccio pour clarinette basse solo, composé en 1992 à l'intention de Josef Horak. Ce morceau utilise quatre octaves avec des intervalles importants.
- Frédérick Martin, Pilote op.20 pour clarinette basse (1993) à Armand Angster.
- Jonathan Harvey, The Riot pour flûte, clarinette basse et piano (1993).
- Georges Aperghis, 
  - Cinq Couplets (1988) pour soprano et clarinette contrebasse
  - Simulacre II (1994) pour soprano, clarinette basse, percussion et marimba.
  - Simulacre IV (1995) pour clarinette basse.
  - Façade-trio (1998) pour deux clarinettes basses et percussion.
  - Zeugen (2007) pour clarinette basse, saxophone alto, cymbalum, piano, accordéon, soprano et acteur
- Mauricio Kagel, Schattenklänge pour clarinette basse solo (1995).
- Luigi Ceccarelli, Birds pour clarinette basse, échantillons de clarinette basse et chants d’oiseaux (1995-2011).
- Wayne Siegel (en), Jackdaw pour clarinette basse et ordinateur (1995-2000), 10 min, (versions pour saxophone baryton, trombone ou tuba).
- Michael Lowenstern (en), Spasm pour clarinette basse et électronique (1996).
- Patrice Sciortino, As - If, pour clarinette basse & piano (ou orchestre d'harmonie) (1998).
- Elliott Carter, Steep Steps pour clarinette basse solo (2001)[51].
- Sylvain Kassap, Articulation, pour clarinette basse (2003), pour Eric Lamberger, éditions Misterioso.
- Ivan Fedele, High pour clarinette basse solo (2005).
- Simone Mauri, Auschwitz 1944 pour clarinette basse et ordinateur.
- Marc Eychenne, Sonate pour clarinette basse et piano (2015), Publishing Clarinet Edition[52].

### Arrangement en musique baroque et classique
La tessiture étendue de la clarinette basse sur plus 4 octaves, proche de celle du basson (trois octaves et une quinte, du si -1 au fa4 en sons réels), autorise les instrumentistes à transcrire ou à arranger principalement les œuvres pour basson ou également pour violoncelle. Le recours aux transcriptions permet au bassiste d'accéder à des œuvres majeures pour  des périodes où l'instrument n'existait pas comme la période baroque ou à des périodes où l'instrument est resté méconnu des compositeurs. 
On citera notamment :
- Antonio Vivaldi, Concertos pour basson, orchestre à cordes, basse continue, en mi mineur, RV 484.
- J.S. Bach, Suites pour violoncelle, (BWV 1007 à 1012, vers 1710-1720) : oeuvres devenues majeures pour l'étude de la clarinette basse ; certains mouvements peuvent être joués avec la technique de respiration circulaire[53].
- Robert Schumann, 
  - Adagio et Allegro pour piano et cor op. 70 (1849), transcription pour clarinette basse et piano (collection Calamus, direction Jean-Marc Volta), IMD Arpèges.
  - Fünf Stücke im Volkston pour violoncelle et piano, op. 102 (1849) - arrangé pour  clarinette basse et piano, IMD Arpèges.
- François Borne, Fantaisie Brillante sur Carmen, pour flûte et piano (1900), arrangée pour clarinette basse par Rocco Parisi, Édition Billaudot (1CL8741).
- Manuel de Falla, Suite Popula Española pour voix et piano, (1914), transcrite pour clarinette basse et piano par Lara Díaz, (2021), Manuel de Falla ediciones.
- Claude Debussy, Sonate pour violoncelle et piano (1915) – arrangée pour clarinette basse et piano.
- Paul Hindemith, Sonate pour basson et piano (1938). La version transcrite pour clarinette basse a été autorisée par le compositeur, qui la préférait à l'originale.
- Luboš Sluka (en), Sonata pour violoncelle et piano (1956), transcrite pour clarinette basse à l'attention de Josef Horák.
- Astor Piazzolla, Histoire du Tango pour flûte et piano (1985), transcription de Ken-ichiro Isoda et partie de saxophone soprano par Nabuya Sugawa, utilisable à la clarinette basse, Éditions Henry Lemoine.
- Olav Berg (no), Sonatina for Bassoon and Piano (1995), arrangée pour clarinette basse et piano
- Ennio Morricone, Come un' onda pour violoncelle solo (2005-2011), transcrite pour clarinette basse par le compositeur à l'attention de Rocco Parisi.

Il existe également des recueils de transcriptions pour clarinette  basse comme la collection de transcriptions appelée « Les classiques de la clarinette basse » du bassiste Vincent Penot chez clarinet-edition :
- Volume 1 : Les sonates 
  - Camille Saint-Saëns, Le cygne pour violoncelle et piano (1886)
  - Camille Saint-Saëns, Sonate pour basson et piano op. 168 (1921)
  - Johannes Brahms, Sonate pour violoncelle et piano, n° 1 op. 38 (1862-1865)
  - Leoš Janáček, Pohádka (Un conte) pour violoncelle et piano (1910, révisé en 1923)
  - Mikhaïl Glinka, Sonate pour alto et piano (1825-1828)
  - Gabriel Fauré, Elégie pour violoncelle et piano, op. 24 (1880)
- Volume 2 : Les concertos...

### La clarinette basse dans le jazz

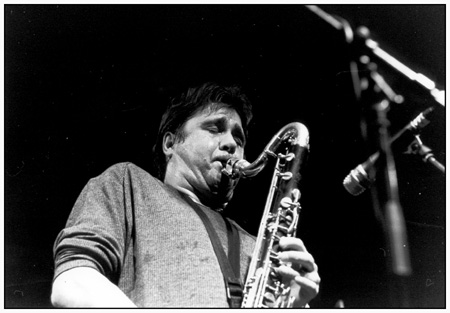
Louis Sclavis lors d'un concert de soutien à Villeurbanne (2001).

Aux premiers temps du jazz, la clarinette basse est assez peu utilisée; son ambitus n'est pas exploité et on la limite aux 2 à 3 premières octaves à partir du chalumeau. 
Un solo de clarinette basse par Wilbur Sweatman (en) peut être entendu sur son enregistrement du titre Battleship Kate en 1924 et un autre par Omer Simeon dans l'enregistrement de  Someday Sweetheart (en) en 1926 avec Jelly Roll Morton and son orchestre Red Hot Peppers. De plus, Benny Goodman (1909-1986) a réalisé des enregistrements avec cet instrument à quelques reprises au début de sa carrière.
Harry Carney, le saxophoniste baryton de Duke Ellington pendant 47 ans, a joué de la clarinette basse dans certains des arrangements écrits par Ellington, enregistrant pour la première fois avec elle sur le titre Saddest Tale en 1934. Il a été soliste sur de nombreux enregistrements d'Ellington, dont 27 titres à la clarinette basse.
Le premier album de jazz sur lequel le leader jouait uniquement de la clarinette basse était Great Ideas of Western Mann (en) (1957) de Herbie Mann, mieux connu comme flûtiste.
À partir des années 1960 et 1970, le jazz s'intéresse à la clarinette basse sous l'impulsion de musiciens d'avant-garde. Eric Dolphy (1928-1964), Jimmy Giuffre ou Michel Portal participent ainsi à la reconnaissance de l'instrument dans un genre où prédominent la trompette et le saxophone. 
Le remarquable clarinettiste bebop Buddy DeFranco enregistre fin 1964 l'album Blues Bag (en)  6 mois après le décès d'Eric Dolphy à la demande de son label. La différence de jeu à la clarinette basse entre ces deux musiciens virtuoses est très remarquable et permet d'apprécier le caractère d'avant-garde jazz de Dolphy. 
Précurseur, Eric Dolphy a pleinement exploré les possibilités de l'instrument en termes d'ambitus étendu, de micro-intervalles, d'harmonique et de multiphonique dans ses chorus. À noter, son solo d'improvisation à la clarinette basse sur le thème God Bless the Child de Billie Holiday constitue une source d’inspiration souvent employée comme transcription pour les instrumentistes contemporains.
Bennie Maupin est apparu à la fin des années 1960 en tant que clarinettiste basse principal, jouant sur le disque fondateur de Miles Davis, Bitches Brew, ainsi que sur plusieurs disques de jazz rock avec le groupe de l'album Mwandishi de Herbie Hancock.
La clarinette basse est également présente dès le début du jazz rock européen comme sur les compositions de l'album 1001° centigrades (1971) du groupe Magma de Christian Vander avec le multi-instrumentiste Yochk'o Seffer. 
Depuis la mort d'Eric Dolphy qui a établi une grande partie du vocabulaire et de la technique de la clarinette basse utilisés par les artistes postérieurs, la clarinette basse est dorénavant souvent présente en jazz et en musique improvisée, elle est généralement employée par un saxophoniste ou un clarinettiste comme deuxième ou troisième instrument; on citera entre autres David Murray, Marcus Miller , John Surman, John Gilmore (en), Bob Mintzer, John Coltrane, Brian Landrus (en), James Carter, Steve Buckley (en), Andy Biskin (en), Don Byron, Julian Siegel (en), Gunter Hampel,  Chris Potter... 
Très peu de musiciens utilisent la clarinette basse comme instrument principal ; on citera le clarinettiste basse berlinois Rudi Mahall (en) et les clarinettistes basse français Louis Sclavis, Denis Colin, Thomas Savy, David Marcos ou Sylvain Kassap...
Le bassiste Marcus Miller a, quant à lui, appris la clarinette basse dans ses jeunes années. Il l'utilise sporadiquement sur ses propres albums et en concert, comme sur le morceau Gorée de l'album Renaissance.
On citera dans l'ensemble des enregistrements notables à la clarinette basse:
- Eric Dolphy : album Out to Lunch! (Blue Note BLP 4163, 1963).
- Michel Portal : album Turbulence (Le chant du monde, 1987).
- John Surman: titre Portrait of a Romantic sur l'album Private City (ECM, 1987).
- Jacques Di Donato / Louis Sclavis / Armand Angster : album Trio de clarinettes - live (FMP, 1991).
- Aldo Romano / Louis Sclavis / Henri Texier : titre Annobon sur l'album Carnet de routes[59] (Label Bleu, 1995).
- Denis Colin & Les Arpenteurs : album étude de terrain (Nato, 1999).
- Bob Mintzer : titres St. James Infirmary et Why Did I Choose You sur l'album Bop Boy (Explore, 2002).
- Pierre Louis Garcia-Leccia, album 5/SOLO, improvisations instrument seul, (PALESTRO, 2020).

### Musique traditionnelle
La clarinette basse est utilisée :
- en musique bretonne, notamment par Michel Aumont, seul ou en quintette ;
- en musique folk néo-traditionnelle : Dédale avec Jean-Pierre Sarzier ;
- en musique cubaine : Rosendo Nardo sur les albums Las Flores de la Vida et Calle Salud de Compay Segundo, Rafael Inciarte Cordero avec le Grupo Compay Segundo (The legend of Chan Chan) ;
- en world jazz : Klaus Gesing sur les albums  The Astounding Eyes of Rita et Souvenance de l'oudiste tunisien Anouar Brahem, John Surman sur l'album Thimar d'Anouar Brahem ;
- en tango : les titres comme Libertango[60] et les Tango-Études[61] (1987) d'Astor Piazzolla sont souvent jouées à la clarinette basse.

Il existe une nouvelle génération de clarinettistes basses au niveau mondial valorisant leur culture tels le Péruvien Marco Antonio Mazzini (en)...
La clarinette basse est par contre peu présente par rapport à la clarinette soprano en musique Klezmer (Giora Feidman, Michal Beit Halachmi...).

### Rock et pop
La clarinette basse est présente épisodiquement dans les groupes de musique de rock et de pop, notamment dans les années 1970 en rock progressif. On citera :
- The Beatles avec Frank Reidy sur le titre When I'm Sixty-Four (1967).
- King Crimson avec Ian McDonald sur l'album In the Court of the Crimson King (1969).
- Frank Zappa et The Mothers of Invention avec Ian Underwood sur le titre cosmik debris (1974).
- They Might Be Giants. Sur les différents album, John Linnell joue des différentes clarinettes y compris la clarinette basse.
- Muse, titre I Belong to You (+Mon cœur s'ouvre à ta voix) avec Enrico Gabrielli (it) comme soliste sur l'album The Resistance (2009).

### Chanson
- Boris Vian, la Java des bombes atomiques (1955). La clarinette basse joue la ligne de basse et un riff à chaque couplet.
- Kojey Radical (en), No Gangster (2019). Shabaka Hutchings (en) joue un riff pénétrant sous la voix du chanteur de rap.

### Ensemble de clarinettes basses
Il existe différentes formes d'ensembles constitués de clarinettes basses (duos...). On citera, entre autres, le quatuor américain de clarinettes basses Edmund Welles (en) animé par Cornelius Boots (en) qui adresse tous les styles de musique (classique, hard rock, heavy metal...) et le duo Sqwonk interprétant des compositions originales et des arrangements:
- Camille Saint-Saëns, La Danse Macabre (1874).
- Black Sabbath, Into the void (1971) sur l'album Agrippa's 3 Books (2005).
- Arthur Gottschalk (de), The Kaleidoscopic Pocket Hockets Boogaloo pour ensemble de clarinettes (8 clarinettes basses et 2  clarinettes contrebasses, 2011).

Sélection de duo de clarinettes basses:
- J.S. Bach, Toccata et Fugue en ré mineur (1703-1807), transcription pour duo de clarinettes basses[63].
- Marc Mellits, Black (2008), composé pour Jeff Anderle et Jonathan Russell formant le duo Sqwonk ; cette pièce est régulièrement présentée en audition.
- David Philip Hefti, (T)raum-Ze(n)it, Dialog for 2 Bass Clarinets, (Kunzelmann, 2008).

La clarinette basse est également très présente dans les duos (avec une clarinette en si) et quatuors de clarinettes (3 clarinettes et clarinette basse) ainsi que les ensembles (ou chœurs) de clarinettes pour jouer la ligne de basse, éventuellement accompagnée par une clarinette contralto ou une clarinette contrebasse. On trouve de nombreuses œuvres en duo depuis le XIXe siècle et pour les ensembles depuis la deuxième moitié du XXe siècle:
- Paul Jeanjean, Duo de concert pour clarinette si bémol et clarinette basse si bémol avec accompagnement de piano. Éditeur Evette et Scheffer (Paris, 1904).
- Alun Cook, Mad Swans, duo pour clarinette si bémol et clarinette basse si bémol (2013).
- Alexis Ciesla, Concerto for clarinets, second mouvement Habañera pour clarinette basse solo et ensemble de clarinettes (Advance Music – Schott, 2012).

### Musique de film
La clarinette basse est également employée dans les musiques de film (musique de Bernard Herrmann pour les films d'Alfred Hitchcock : Citizen Kane avec 3 clarinettes basses ; Taxi Driver; de Michel Portal...). 
- Brazil (1985).
- Oz, un monde extraordinaire (1985) : musique de David Shire, où la clarinette  basse est l'instrument associé au personnage de Jack Pumpkinhead.
- Un monde dans tous ses états[64] (2011) avec Antonin-Tri Hoang - saxophone alto, clarinette, clarinette basse, piano.
- Joker: Folie à Deux (2024).

On la retrouve également dans des musiques de séries télévisées :
- Inspecteur Barnaby (depuis 1997) : Le thème obsédant fait appel à la combinaison inhabituelle de clarinette basse et de thérémine.
- 30 Rock (2006-2013) : La bande sonore de nombreux épisodes comprend de la clarinette et de la clarinette basse.

## Citations
« […] Les notes les meilleures sont les plus graves, mais, eu égard à la lenteur des vibrations, il ne faut pas les faire se succéder trop rapidement. M. Meyerbeer a fait prononcer à la clarinette basse un éloquent monologue dans le trio du cinquième acte des Huguenots. Selon la manière dont il (sc. la clarinette basse) est écrit et le talent de l’exécutant, cet instrument peut emprunter au grave le timbre sauvage des notes basses de la clarinette ordinaire, ou l’accent calme, solennel et pontifical de certains registres de l’orgue. Il est donc d’une fréquente et belle application ; il donne d’ailleurs, si on en emploie quatre ou cinq à l’unisson une sonorité onctueuse, excellente, aux basses des orchestres d’instruments à vent. »
— Hector Berlioz, Traité d'instrumentation et d'orchestration.
« Les chiens aboient, la clarinette basse. »
« La clarinette basse, c'est dans l'aigu que ça devient grave. »

## Enseignement
Berlioz réclamait le 20 août 1848 dans l'article La situation en Bohême de la Revue et gazette musicale de Paris : « c'est la clarinette basse qu'on devrait enseigner dans les conservatoires, conjointement avec les clarinettes soprani et les petites clarinettes en mi bémol, en  fa et en la bémol haut. » Il faudra attendre 140 années pour que son vœu se réalise. 
Depuis les années 1990, la clarinette basse est enseignée dans les conservatoires de musique en France. Il y est étudié les techniques de jeu étendues  nécessaires à la pratique du répertoire de musique contemporaine : slap, respiration circulaire, suraigu, polyphonique, quart de ton... 
Pour certains concours de fin d'études de clarinette basse, on peut retrouver des pièces comme le Solo de concours op.10 (1901) d'Henri  Rabaud, la  Sonate pour clarinette et piano (1923) de Camille Saint-Saëns ou la Fantaisie orientale de Max d'Ollone (1913) bien connues des clarinettistes soprano.

## Carrière de musicien d'orchestre
Les grands orchestres en particulier ceux d'opéra possèdent des postes dédiés de clarinette basse souvent couplés au cor de basset.
Plus généralement, en fonction de l'organisation des formations orchestrales et du répertoire joué, le poste de clarinette basse solo peut être associé au poste de 2e clarinette.

## Modèles d'instruments
Il existe de nombreux modèles de clarinettes basse qui ont reçu de constante amélioration des divers facteurs (double clé de registre automatique, demi-trou pour le registre aigu, justesse / homogénéité, facilité d'émission, matériau... ) :
- Buffet Crampon 
  - Radio Model (ca. 1930): sur le modèle Radio, la clé de registre supérieur est sur le corps de l'instrument. Ce modèle aurait été utilisé par Eric Dolphy.
  - R13 (ca. 1950)
  - BC1180 / BC1180-2-0 au mi  grave, modèle d'études à clé de registre simple, 18 clés
  - BC1183 (mi ) / BC1193 (ut) Prestige, modèle professionnel: levier mi /la , clé de résonance sol grave, spatule double ré grave et spatule de triple ré grave:
    - le modèle Prestige dit « Jacques Millon » est fabriqué jusqu'en 1998, avec une perce étroite;
    - le modèle Prestige dit « Jean-Marc Volta » (dite 1193) est fabriqué à partir de 1998, instrument assez homogène et juste, avec une perce large et 3 clés de ré grave.

  - Tosca (ca. 2010), haut de gamme, perce étroite
- Henri Selmer Paris
  - Série 9 (ca. 1950)
  - modèle 23 série 1 (construite entre 1975 et 1995)
  - modèle 23 série 2 (construite entre 1995 et 2005)
  - Privilège (ca. 2005), au mi  ou ut grave, modèle professionnel (19 ou 22 clés, sol# articulé, levier de mi  + mi  au pouce, clé de registre automatique)
- Georges Leblanc Paris
  - n° 320 Leblanc France : modèle d'étude, petite perce, descendant au mib grave avec plateau demi-trou permettant de jouer jusqu'au contre-ut et clé de registre unique brevetée, clés nickelées
  - n° 325S, Leblanc France : modèle dérivé du modèle 320, descendant au mib grave avec addition de double lab grave
  - n° 400 (ca. 1960), Leblanc France, perce large, descendant au mi bémol grave, clé de registre unique brevetée
  - n° 425S, Leblanc France, modèle professionnel, descendant au mi bémol grave, double clé de registre automatique
  - n° 430S, Leblanc France, modèle professionnel, descendant à l'ut grave, double clé de registre automatique
  - n° 160S, Leblanc France
  - n° 62 (1955) : modèle paperclip : tout en métal, descendant à l'Ut grave, étendue sur 5 octaves[72]
- Leblanc USA
  - modèle L60 descendant au mi bémol grave
  - L7168 descendant au mi bémol grave, modèle d'études, corps "Resotone", perce conique : 24 mm
- Noblet
  - 60, Noblet
- Selmer USA / Bundy
  - 1430, modèle d'étude
- Yamaha
  - YCL-221II, modèle d'étude en résine
  - YCL-621II au mi bémol grave, modèle professionnel, 20 clés
  - YCL-622II à l'ut grave, modèle professionnel, 23 clés
- Robert Malerne et Cie
  - corps en bois en deux parties, descendant au mi bémol grave
  - monocorps en bakélite, clétage en maillechort, descendant au mi bémol grave